# Єнісейські мови

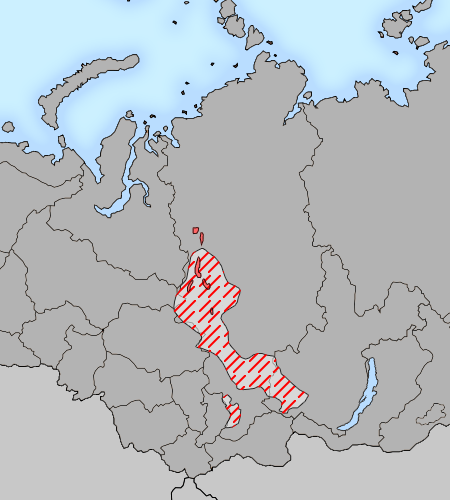
Географічне поширення єнісейських мов у XVII столітті (штрихування) і наприкінці XX століття (суцільний фон).

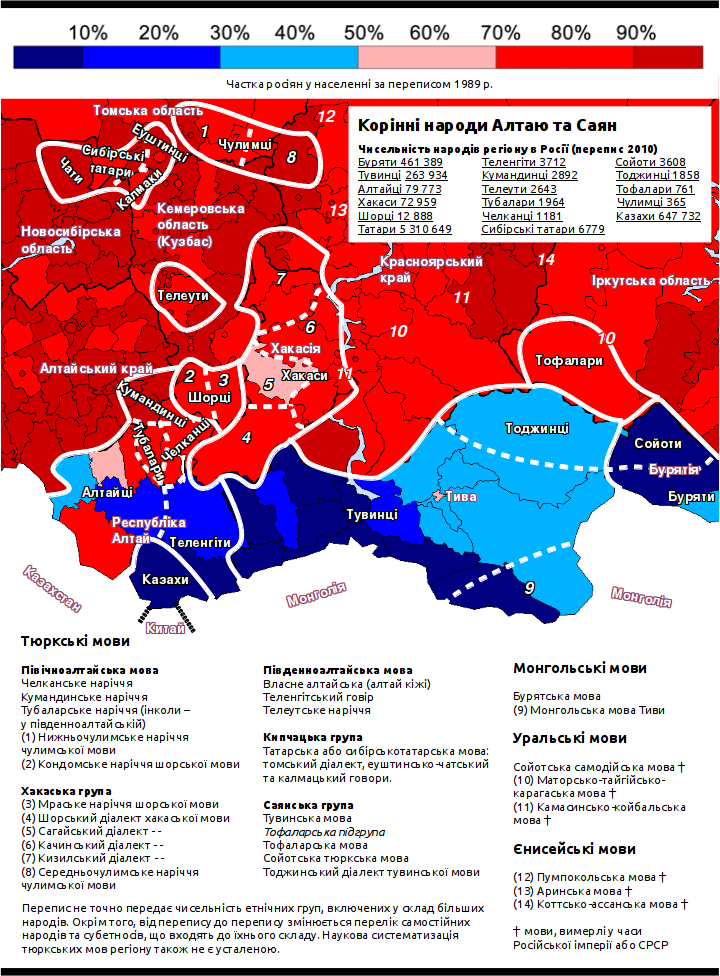
Вимерлі південні єнісейські мови. 12,13 — Арино-пумпокольська група. 14 — Ассано-коттська група.

Єнісейські мови — сім'я загрожених мов у центральному Сибіру вздовж Єнісею.
Єнісейські народності (аринці, ассани, кети, котти, пумпоколи та юги) вперше об'єднав під загальною назвою Юліус Клапрот 1823 року. У середині XIX століття Матіас Кастрен навів безперечні докази їх мовної спорідненості. Він уперше використав термін «єнісейський» для позначення мов цих народностей. Для позначення всієї сім'ї єнісейських мов термін закріпився в 1950-ті — 1960-ті роки.
Усього лише дві мови з цієї сім'ї зберігались у XX столітті, кетська та югська (вимерла до кінця століття). Коттська мова вимерла в XIX столітті, аринська, асанська та пумпокольська — у XVIII столітті. До єнісейської сім'ї, мабуть, належали також мови буклінців, байкотців, яринців, ястінців, ашкіштимів та койбалкіштимів, про що можна судити із записів царських збирачів ясака XVII століття, однак від самих мов нічого не збереглося, крім кількох особистих імен.
Різні лінгвісти порівнювали збережені єнісейські мови з такими мовами як баскська, бурушаскі, мова американських індіанців Кечуа, тощо. Найперспективнішою вважають точку зору С. А. Старостіна, за якою єнісейські мови генетично пов'язані як з сино-тибетськими, так і з нахсько-дагестанськими мовами.
У лютому 2008 року на лінгвістичному симпозіумі у Фербанксі (штат Аляска) Е. Вайда висунув гіпотезу, яка отримала значну підтримку, згідно з якою існує спорідненість єнісейських мов з північноамериканською сім'єю на-дене; це припущення висловлювалося і раніше.
Марк Сіколі та Гаррі Голтон на основі порівняння єнісейських мов з мовами на-дене з'ясували, що напрямок міграції через Берингію швидше за все був двонаправленим.

## Класифікація
- Південноєнісейські
  - Ассано-коттська група
    - асанська †
    - Коттська †

  - Арино-пумпокольська група
    - аринська †
    - пумпокольська †
- Північноєнісейські
  - Кетсько-югська група
    - кетська
    - югська †

(† — мертва мова)